# Zalaszegvár
Zalaszegvár [zalasegvár] je obec v Maďarsku v župě Veszprém, spadající pod okres Sümeg. Nachází se asi 14 km severozápadně od Sümegu. V roce 2015 zde žilo 135 obyvatel. Dle údajů z roku 2011 tvoří 90,3 % obyvatelstva Maďaři a 3,5 % Němci, přičemž 8,3 % obyvatel se ke své národnosti nevyjádřilo. Název se skládá z názvu župy Zala, ve které se obec původně nacházela, slova szeg (hřebík) a vár (hrad), název tedy znamená "hřebíkový hrad v Zale".

## Sousední obce
| Růžice kompasu | Karakó         | Kamond      | Kisberzseny   | Růžice kompasu |
| Růžice kompasu | Nemeskeresztúr | Sever       | Veszprémgalsa | Růžice kompasu |
| Růžice kompasu | Nemeskeresztúr | Zalaszegvár | Veszprémgalsa | Růžice kompasu |
| Růžice kompasu | Nemeskeresztúr | Jih         | Veszprémgalsa | Růžice kompasu |
| Růžice kompasu | Zalameggyes    | Hosztót     |               | Růžice kompasu |